# 1162 Larissa
1162 Larissa là một tiểu hành tinh ngoài rìa của vành đai chính bay quanh Mặt Trời. Approximately 45 kilometers in diameter, Nó hoàn thành một chu kỳ quay quanh Mặt Trời là 8 năm. Nó được phát hiện bởi Karl Wilhelm Reinmuth ở Heidelberg, Đức ngày 5 tháng 1 năm 1930. Tên ban đầu của nó là 1930 AC.